# Mussaenda sericea
Mussaenda sericea är en måreväxtart som beskrevs av Carl Ludwig von Blume. Mussaenda sericea ingår i släktet Mussaenda och familjen måreväxter. Inga underarter finns listade i Catalogue of Life.